# Baltorogletsjer

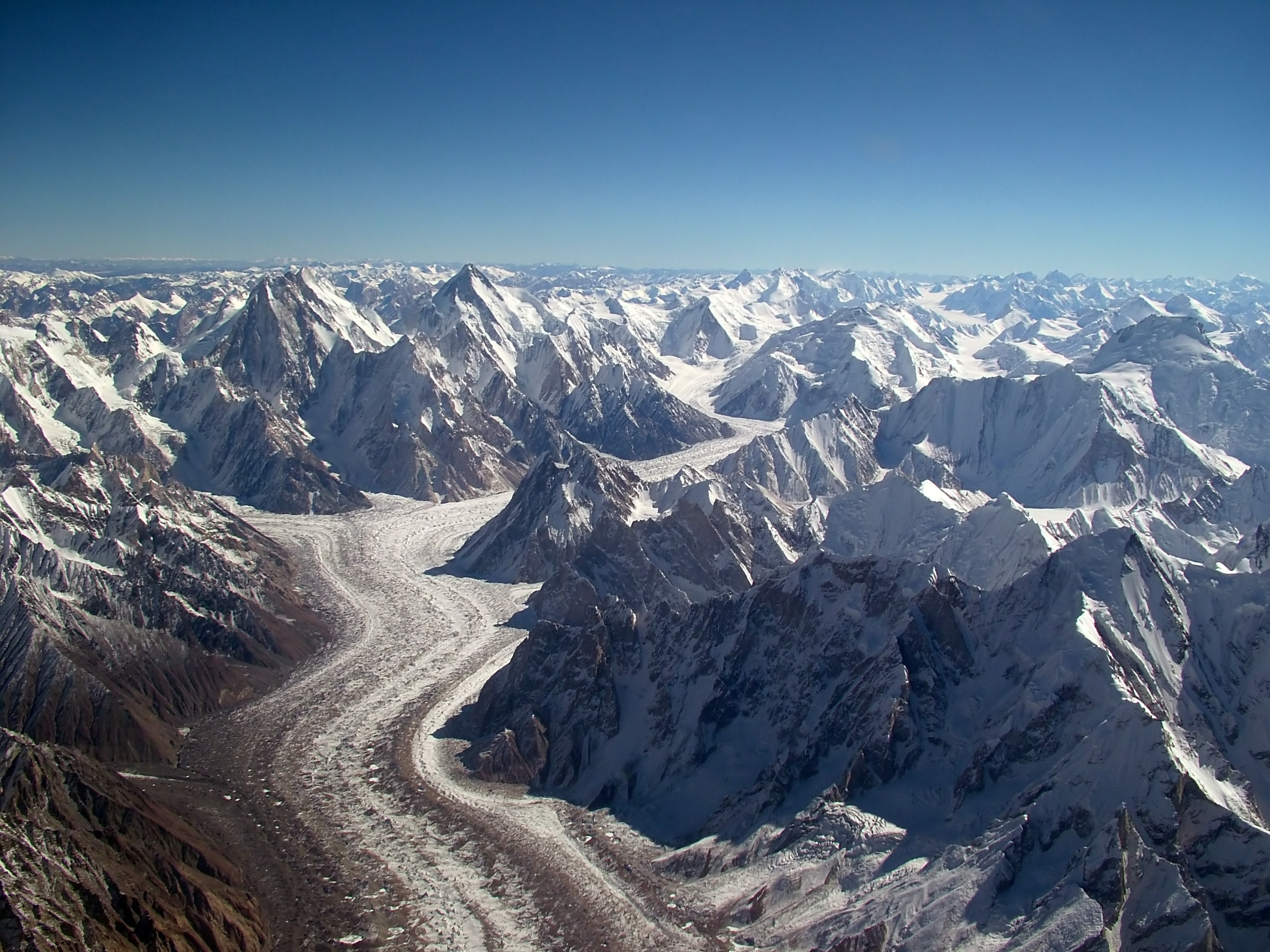
Luchtfoto van de Baltorogletsjer, naar het oosten kijkend richting de toppen van de Gasherbrum.

De Baltorogletsjer (Balti / Urdu: بالتورو گلیشیئر; Engels: Baltoro Glacier) is een grote gletsjer in de Pakistaanse Karakoram. Met een lengte van 62 km is het een van de langste gletsjers buiten de poolgebieden. De gletsjer ligt in een in zuidoost-noordwestelijke richting lopend dal, evenwijdig aan de dominante oriëntatie van de bergketens van de Karakoram. Hij is omringd door enkele van de hoogste bergtoppen ter wereld en daarom een favoriete bestemming voor bergklimmers.
Ten zuiden van de gletsjer liggen de Masherbrumbergen met als hoogste toppen de Masherbrum (7821 m) en de Chogolisa (7665 m); ten noorden de Baltoro Muztagh met als hoogste toppen de K2 (8611 m), Gasherbrum I (8080 m), Broad Peak (8051 m) en Gasherbrum II (8035 m).
Uit de gletsjer stroomt de rivier de Shigar, een zijrivier van de Indus. De Baltorogletsjer  komt op verschillende plekken samen met grote zijgletsjers. De meest bekende daarvan is de Godwin Austengletsjer die van de zuidflank van de K2 stroomt. De samenkomst van de twee gletsjers wordt Concordia genoemd en is een plek waar veel expedities van bergklimmers langskomen.